# DeWayne Jefferson
DeWayne Julius Jefferson (West Point, 10 agosto 1979) è un ex cestista statunitense, professionista in Europa.